# Glos-sur-Risle
Glos-sur-Risle è un comune francese di 598 abitanti situato nel dipartimento dell'Eure nella regione della Normandia.

## Storia

### Simboli
Lo stemma comunale è stato adottato il 22 maggio 2023.

## Società

### Evoluzione demografica
Abitanti censiti